# Fiat CR.25
Fiat CR.25 – włoski dwusilnikowy samolot rozpoznawczy, mogący także spełniać rolę myśliwca eskortowego, używany przez Regia Aeronautica w czasie II wojny światowej.

## Historia

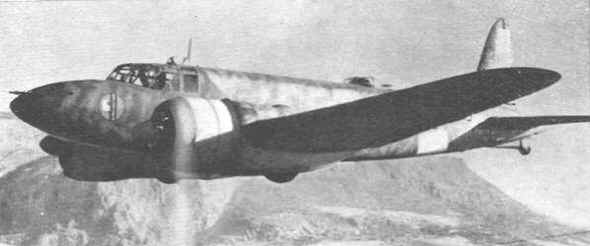
Fiat CR.25 w locie nad Alpami

Fiat CR.25 został zaprojektowany przez inż. Celestino Rosatelliego jako dwusilnikowy myśliwiec eskortowy i lekki samolot bombowo-rozpoznawczy. Projekt był alternatywą dla średniego bombowca BR.20 Cicogna, który początkowo również miał pełnić funkcje rozpoznawcze. Prototyp oblatany 25 lipca 1937 roku wykazał w czasie prób bardzo dobre właściwości lotne, osiągając na przykład prędkość maksymalną 490 km/h, nieosiągalną dla większości ówczesnych samolotów myśliwskich.
W tym czasie jednak dowództwo Regia Aeronautica preferowało rozwijany równolegle samolot Caproni Ca.310 i jego wersje rozwojowe. Dla CR.25 przeznaczono rolę samolotu rozpoznawczego dalekiego zasięgu. Firma FIAT otrzymała zamówienie na 40 egzemplarzy nieco zmodyfikowanej wersji CR.25 bis, które jednak zostało w 1940 roku ograniczone do jedynie 10 sztuk.
Siedem z nich weszło do służby operacyjnej w 173a Squadriglia – dywizjonie rozpoznania strategicznego specjalizującym się w działaniach nad Morzem Śródziemnym, stacjonującym na Sycylii. Głównym zadaniem tej jednostki była osłona myśliwska konwojów płynących do Libii oraz prowadzenie rozpoznania wód wokół Malty. Wzięły one między innymi udział w zwalczaniu dużego brytyjskiego konwoju na Maltę w sierpniu 1942 roku (operacja Pedestal).
Pod koniec 1942 roku zaczęto zastępować pozostałe w służbie samoloty CR.25 nowszymi Caproni Ca.314. Wycofane z linii maszyny przesunięto do transportu lotniczego, z powodów bezpieczeństwa (duże zużycie) używając ich głównie do lotów nad lądem. Ostatni egzemplarz seryjny, oznaczony CR.25 D, przebudowano jeszcze w wytwórni na samolot pasażerski dla wysokich dygnitarzy rządu włoskiego i partii faszystowskiej. Latał on najczęściej na trasie z Rzymu do Berlina.

## Opis konstrukcji
Fiat CR.25 był dwusilnikowym samolotem rozpoznawczo-myśliwskim, o konstrukcji metalowej z częściowo płóciennym pokryciem, klasycznym trójpodporowym podwoziem chowanym w locie, napędzanym dwoma silnikami gwiazdowymi Fiat A.74 R.C.38 o mocy 840 KM każdy. Uzbrojenie stanowiły trzy karabiny maszynowe Breda-SAFAT kal. 12,7 mm, dwa z nich stałe zainstalowane w nosie kadłuba, trzeci w obrotowej wieżyczce grzbietowej.